# Hemigrammus cylindricus
Hemigrammus cylindricus is een straalvinnige vissensoort uit de familie van de karperzalmen (Characidae). De wetenschappelijke naam van de soort is voor het eerst geldig gepubliceerd in 1909 door Durbin.